# إلسا أوكونور
إلسا أوكونور (بالإسبانية: Elsa O'Connor)‏ هي ممثلة أرجنتينية، ولدت في 30 نوفمبر 1906 ببوينس آيرس في الأرجنتين، وتوفيت في 7 أبريل 1947 بمونتفيدو في الأوروغواي.

## وصلات خارجية
- إلسا أوكونور على موقع IMDb (الإنجليزية)